# Zawi Szemi Szanidar
Zawi Szemi Szanidar – kultura lub faza protoneolityczna Zagrosu, wyróżniana przez część badaczy. Nazwa wywodzi się z położonych w odległości 4 km od siebie stanowisk archeologicznych w Zawi Szemi i jaskini Szanidar.
Jej znaczenie polega na opuszczeniu przez ludzi schronień w jaskiniach i przejściu do osad w dolinach. Podjęto wówczas prawdopodobnie pierwsze próby udomowienia owcy.
Następuje po zaniku kultury zarzyjskiej, rozpoczyna trwający 3500 lat etap istotnych zmian w życiu tamtejszych grup ludzkich polegający na przejściu od kultur epipaleolitycznych do wczesnorolniczych kultur neolitycznych. Po blisko 2 tys. lat rozwoju zanikła, jednak zanim nastąpił jej schyłek, rozpoczęła się kolejna faza tzw. protoneolitu Zagrosu – Karim Szahir.

## Ludność i zasięg kultury
Na podstawie pochówków stwierdzono, że ludność tej kultury, podobnie do współczesnych im Natufijczyków należała do tzw. typu eurafrykańskiego.
Zasięg kultury jest trudny do ustalenia, brak znalezisk poza Szanidar i Zawi Szemi. Znajdowane surowce sugerują szerokie kontakty zarówno z regionami północnymi i zachodnimi (obsydian z Nimrud Dag i bitum prawdopodobnie z Kirkuku).

## Osady
W warstwie postzrzyjskiej (B 1) w jaskini Szanidar nie odkryto żadnych pozostałości konstrukcji mieszkalnych, prawdopodobnie samą jaskinie uważano za wystarczająco wygodną. Użytkowana była prawdopodobnie tylko w porze zimowej. Odmienny typ stanowiska reprezentuje otwarte obozowisko w Zawi Szemi położone na terasie nad brzegiem Wielkiego Zabu. Stanowisko to ma wymiary ok. 215 X 275 m, znajdują się tam pozostałości schronisk ludzkich. Na ok. 2 m średnicy kręgach ułożonych z otoczaków i połamanych żaren wznoszono przypuszczalnie nadbudowę z nietrwałych materiałów np. gałęzi. Wokół tej chaty odkryto płytkie jamy odpadkowe a nieco dalej liczne paleniska. Nosi ona ślady trzykrotnej przebudowy, zamieszkiwana była w sezonie letnim. Datowania wykazały, że koniec protoneolitycznego zasiedlenia jaskini Szanidar to ok. 8650 p.n.e. a najwcześniejsza osada w Zawi Szemi powstała ok. 8920 p.n.e. Ponieważ obydwa stanowiska są sobie współczesne i położone stosunkowo blisko przypuszcza się, że zamieszkiwały je te same grupy ludzkie, zimę spędzały w jaskini a lato w sezonowych obozowiskach takich jak w Zawi Szemi. Brak jeszcze w tej kulturze stałych osad na otwartym terenie.

## Gospodarka
Gospodarkę tej kultury określa się jako epipaleolityczną i myśliwsko-zbieracką. Obydwa stanowiska położone w strefie lasów pistacjowo-dębowych dostarczały wielu bogactw fauny. W Szanidar polowano głównie na kozice, jelenie, daniele, dziki, wilki, szakale, kuny i lisy (prawdopodobnie na niektóre głównie ze względu na skóry). W Zawi Szemi polowano głównie na jelenie, dzikie kozy i owce. Różnice mogą wynikać z odmiennych pór roku odbywanych polowań. W pobliskiej rzece łowiono ryby, mieszkańcy Szanidar zbierali ślimaki.

### Rola owiec
W najwyższych warstwach Zawi Szemi zaobserwowano znaczną przewagę szczątków kostnych owcy (Ovis orientalis) co sugeruje, że stała się ona wówczas głównym pokarmem mięsnym. Znaczny odsetek kości należał do osobników młodych co niektórzy badacze interpretują jako dowód rozpoczęcia świadomej hodowli tego gatunku. Jednak jest to prawdopodobnie pozostałość po wyspecjalizowanym łowiectwie na osobniki o najsmaczniejszym mięsie, być może upolowanych w stadach dzikich zwierząt trzymanych w niewoli.

## Narzędzia
Przemysł kamienny tej kultury jest mniej staranny niż poprzedzającej ją kultury zarzyjskiej. W Zawi Szemi narzędzia gotowe stanowią tylko ok. 5% znalezisk.
Mikrolity stanowią ok. 26% znalezisk wśród narzędzi, spośród nich tylczaki stanowią ok. 60% a mikrolity półksiężycowate ok. 20%. Pozostałe mikrolity to nieliczne wiertniki, mikrorylce i wiórki.
Duże narzędzia kamienne (74% znalezisk) to głównie narzędzia z wnękami i dentykulowane, także drapacze, zgrzebła, rylce i noże.
Na dwóch wiórkach kamiennych stwierdzono tzw. wyświecenia powstające podczas ścinania traw.
Pojawiło się ciężkie kamienne wyposażenie nieznane w kulturze zarzyjskiej służące do rozcierania zebranego pożywienia roślinnego (żarna, moździerze, tłuczki i rozcieracze).
Bogato reprezentowany jest przemysł kościany. znaleziono kościaną oprawę sierpu w formie półksiężyca z wyżłobieniem, w którym osadzano kamienne zbrojniki tnące. Liczne są znaleziska koscianych szydeł, gładzików i ostrzy. znaleziono również kościaną rękojeść kamiennego noża.

## Ozdoby
Na obu stanowiskach znaleziono liczne paciorki z kości, marmuru, steatytu, nefrytu. Jako ozdób używano również zębów jelenia, w jednym przypadku odnaleziono grudkę miedzi rodzimej.

## Pochówki
W Szanidar odnaleziono 26 pochówków zgrupowanych w jednej części jaskini. Każdemu towarzyszy platforma z nie obrobionych kamieni, czasami zmarłemu składano dary takie jak żarna, grudki czarnej ochry lub kamienny nóż.
W Zawi Szemi odnaleziono pochówki 8 dorosłych, każdorazowo ze zwłokami niemowlęcia (brak interpretacji tych pochówków).